# Bão Wipha (2019)
Bão Wipha là cơn bão thứ 8 của mùa bão Tây Bắc Thái Bình Dương 2019 và là cơn bão số 3 đổ bộ vào Việt Nam. Wipha hình thành vào ngày 30 tháng 7, vượt qua bán đảo Lôi Châu (Trung Quốc) và đổ bộ Việt Nam tại Quảng Ninh đêm 2/8 - sáng 3/8 rồi đi sâu vào đất liền, suy yếu thành áp thấp nhiệt đới gây mưa lớn trên diện rộng. Ngày 4 tháng 8, Wipha vào sâu trong đất liền và tan rã.

## Cấp bão
Cấp bão (Việt Nam): 65 km/h (Cấp 8) - Bão nhiệt đới.
Cấp bão (Nhật Bản): 35kts - Bão nhiệt đới; Áp suất: 992 hPa.
Cấp bão (Hoa Kỳ - Mỹ): 35kts - Bão nhiệt đới.
Cấp bão (Bắc Kinh - Trung Quốc): 18 m/s - Bão nhiệt đới.
Cấp bão (Hồng Kông - Trung Quốc): 55 km/h - Áp thấp nhiệt đới.
Cấp bão (Hàn Quốc): 18 m/s (65 km/h) - Bão nhiệt đới.
Cấp bão (Đài Loan): 18 m/s (35kts|65 km/h) - Bão nhiệt đới.

## Lịch sử khí tượng
Rạng sáng ngày 30/7, JMA và NCHMF công nhận Wipha là một vùng áp thấp nhiệt đới hoạt động trên biển Đông. Trưa ngày 30/7, NCHMF cảnh báo đây là cơn bão nhiệt đới, có khả năng mạnh lên thành bão là 90%. Chiều cùng ngày, áp thấp nhiệt đới đã mạnh lên thành bão và được gọi là Wipha. Đến đêm ngày 30/7, bão đổ bộ vào đảo Hải Nam và suy yếu thành áp thấp nhiệt đới nên JMA đã ngừng cảnh báo. Tuy nhiên, chỉ 3 tiếng sau, JMA một lần nữa gióng lên hồi chuông cảnh báo khi Wipha vượt qua Vịnh Bắc Bộ và trở lại là bão.

## Hình ảnh

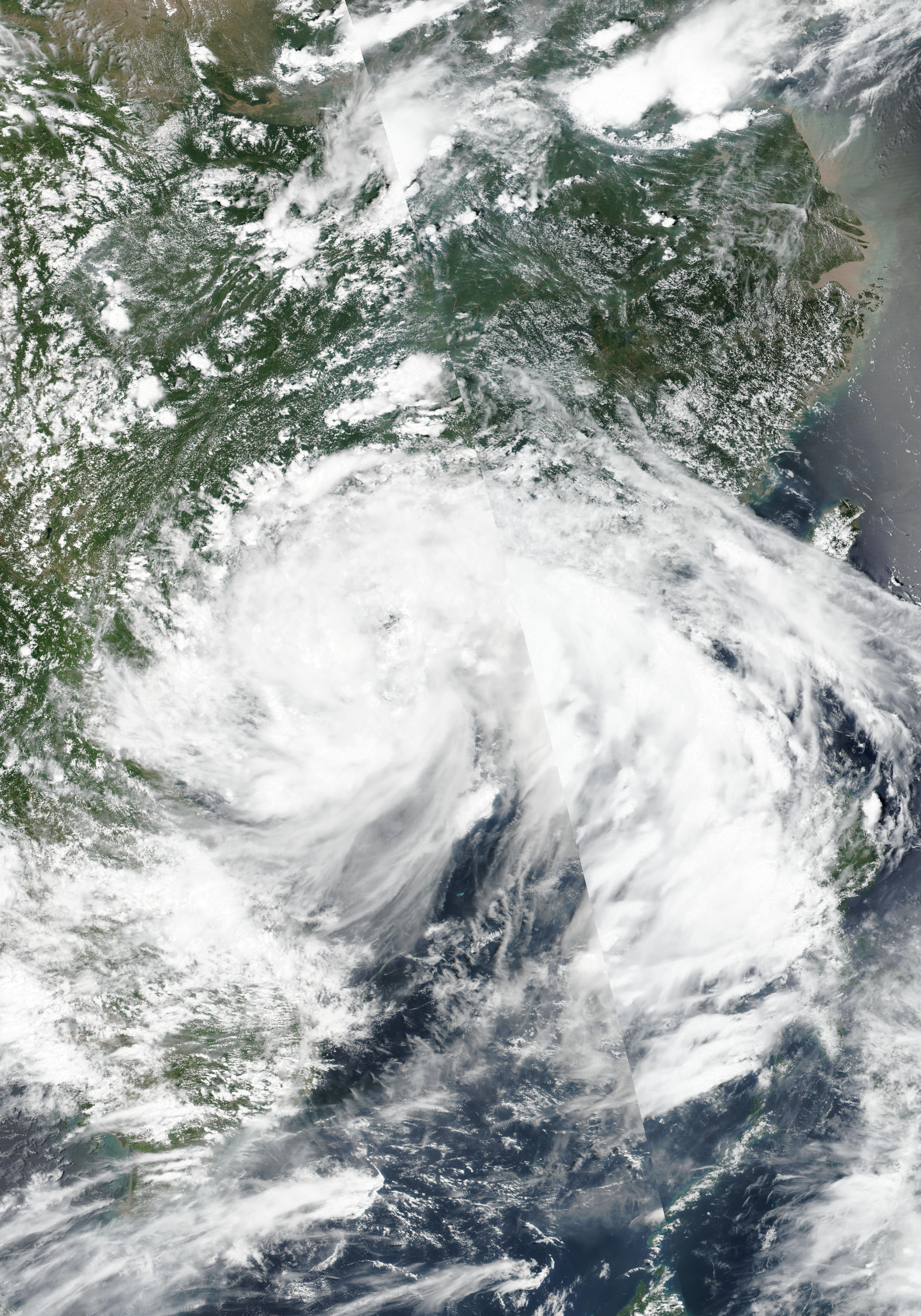
Bão Wipha trên Vịnh Bắc Bộ ngày 1 tháng 8 năm 2019.
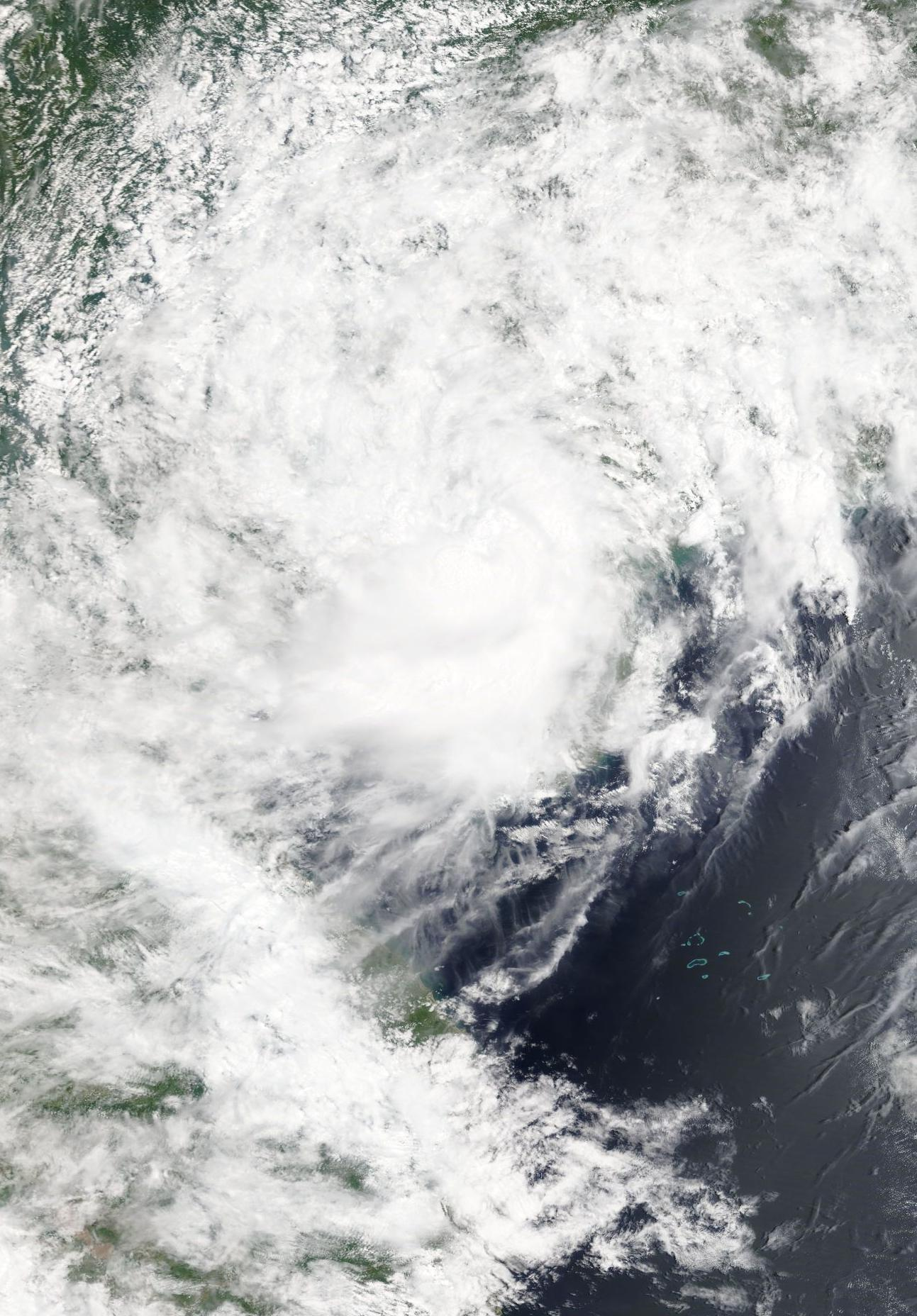
Bão Wipha trên Vịnh Bắc Bộ ngày 2 tháng 8 năm 2019.
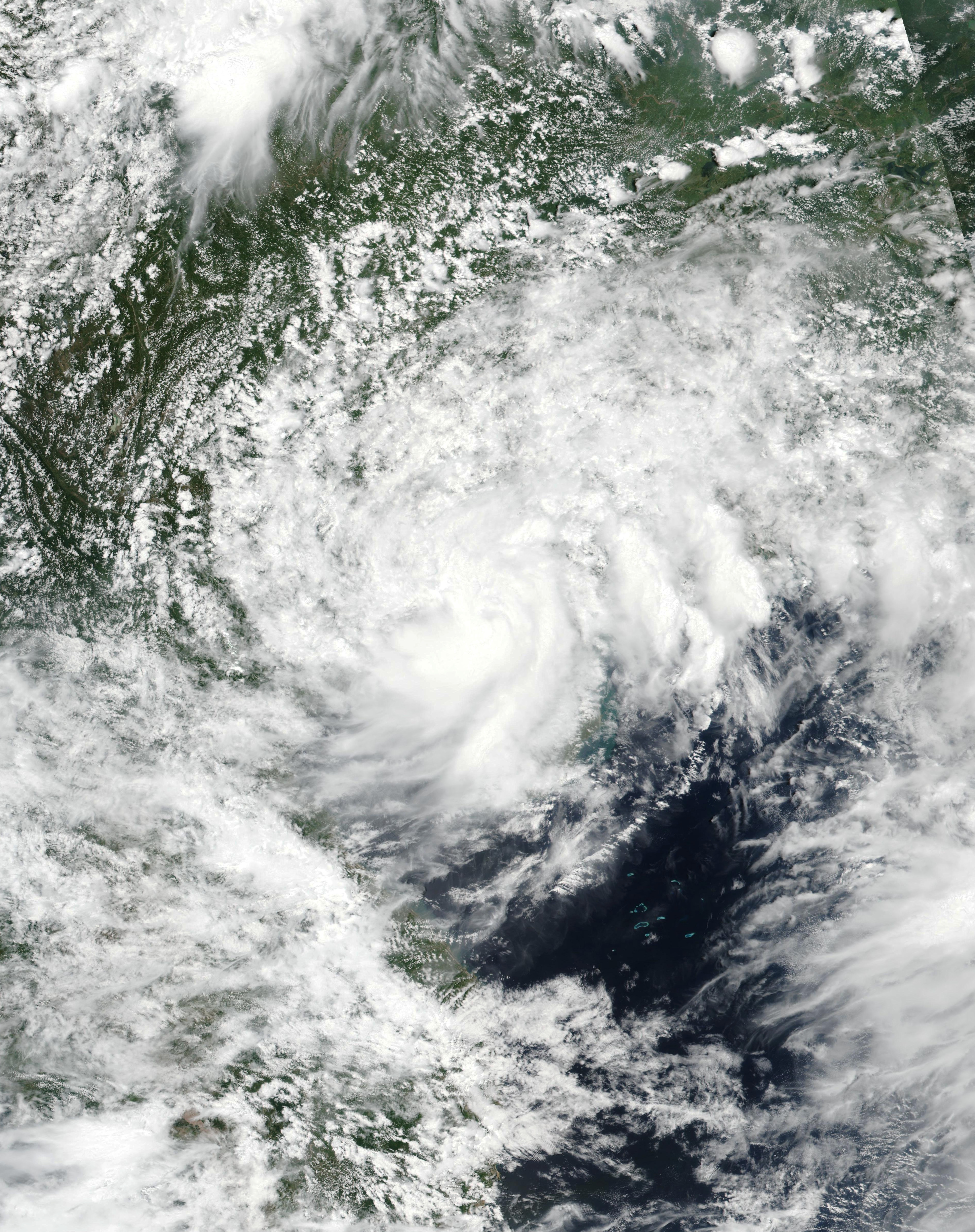
Hỉnh ảnh khác về bão Wipha trên Đồng bằng sông Hồng ngày 2 tháng 8 năm 2019, bão di chuyển dần về hướng Tây Bắc.
Bão Wipha đổ bộ Đông Bắc Bộ ngày 3 tháng 8.Bão Wipha đổ bộ Đông Bắc Bộ ngày 3 tháng 8.